# Bethany Firth
Bethany Charlotte Firth (Seaforde, 14 febbraio 1996) è una nuotatrice paralimpica nordirlandese.
Dal 2014 gareggia per la Gran Bretagna. In precedenza Firth aveva rappresentato l'Irlanda. Vincitrice di sei medaglie d'oro paralimpiche, ha vinto l'oro nella sua specialità, i 100 metri dorso, sia per l'Irlanda alle Paralimpiadi estive del 2012 di Londra che per la Gran Bretagna alle Paralimpiadi estive del 2016 di Rio de Janeiro e del 2020 di Tokyo. Ai Giochi del 2016 è stata la paralimpica di maggior successo della nazionale britannica con tre medaglie d'oro e una medaglia d'argento. Gareggia nella classe S14 (atleti con disabilità intellettiva).

## Biografia
Bethany Firth è nata in un piccolo villaggio nella contea di Down, Irlanda del Nord. Suo padre Peter è un insegnante ed ex ministro della chiesa mentre sua madre Lindsey è un'infermiera specializzata. È cristiana ed è membro della Christian Fellowship Church. Firth ha studiato alla Longstone School di Dundonald.
Firth ha una difficoltà di apprendimento che causa perdita di memoria a breve termine.

## Carriera
Il 31 agosto 2012, Firth partecipò alle sue prime Paralimpiadi a Londra vincendo una medaglia d'oro nella finale dei 100 metri dorso classe S14 rappresentando l'Irlanda. Firth aveva iniziato a nuotare solo tre anni prima.
Nel 2013 Firth vinse tre medaglie d'argento ai Campionati mondiali di nuoto.
Nello stesso anno annunciò la sua intenzione di cambiare squadra nazionale e nuotare per il Team GB invece che per l'Irlanda visto che nella nazionale britannica erano presenti altri nuotatori in classe S14 con cui poteva relazionarsi. L'anno successivo rappresentò l'Irlanda del Nord ai XX Giochi del Commonwealth gareggiando in sette eventi contro atleti non disabili.
Nel marzo 2015 Firth ha battuto il record mondiale per i 100 metri rana S14 nelle qualificazioni per i Campionati mondiali di quell'anno, ma non prese parte alla competizione a causa di una frattura al polso procurata in allenamento solo pochi giorni prima dell'inizio dei campionati.
Il 26 aprile 2016, nelle qualificazioni per le Paralimpiadi estive del 2016 a Rio tenutesi al British Para-International meet di Glasgow, Firth stabilì un nuovo record mondiale nei 200 metri stile libero classe S14 facendo registrare un tempo di 2:03.70.
Alle Paralimpiadi di Rio, Firth ha difeso il titolo che aveva vinto nel 2012 nei 100 metri dorso classe S14 e lo ha fatto vincendo con un tempo record mondiale di 1:04.05. Ha anche vinto l'oro nei 200 metri stile libero femminili classe S14 e nei 200 metri misti individuali femminili classe SM14 oltre ad un argento nei 100 m rana femminili classe SB14.
Alle Paralimpiadi di Tokyo del 2020, Firth ha continuato a difendere il suo titolo nei 100 m dorso classe S14 e ha anche vinto l'oro nella staffetta mista 4x100 metri stile libero S14. Inoltre, ha vinto l'argento nei 200 metri stile libero femminili classe S14 e nei 200 metri misti individuali femminili classe SM14.

## Riconoscimenti
Firth è stata nominata Membro dell'Ordine dell'Impero Britannico nel New Year Honours del 2017 per i risultati sportivi nel nuoto e promossa al grado di Ufficiale dell'ordine nel New Year Honours del 2022 sempre per la medesima motivazione.
Nel 2017 ha ricevuto un dottorato honoris causae dalla Queen's University Belfast.
Nel 2019 è stata riconosciuta come una delle 100 donne dell'anno dalla BBC.

## Palmarès

### Giochi paralimpici
| Anno | Manifestazione                | Sede           | Evento                                        | Risultato | Note                                         |
| ---- | ----------------------------- | -------------- | --------------------------------------------- | --------- | -------------------------------------------- |
| 2012 | XIV Giochi paralimpici estivi | Londra         | 100 metri dorso classe S14                    | Oro       | In rappresentanza della nazionale irlandese  |
| 2016 | XV Giochi paralimpici estivi  | Rio de Janeiro | 100 metri dorso classe S14                    | Oro       | In rappresentanza della nazionale britannica |
| 2016 | XV Giochi paralimpici estivi  | Rio de Janeiro | 200 metri stile libero classe S14             | Oro       | In rappresentanza della nazionale britannica |
| 2016 | XV Giochi paralimpici estivi  | Rio de Janeiro | 200 metri misto classe SM14                   | Oro       | In rappresentanza della nazionale britannica |
| 2016 | XV Giochi paralimpici estivi  | Rio de Janeiro | 100 metri rana classe SB14                    | Argento   | In rappresentanza della nazionale britannica |
| 2020 | XVI Giochi paralimpici estivi | Tokyo          | 100 metri dorso classe S14                    | Oro       | In rappresentanza della nazionale britannica |
| 2020 | XVI Giochi paralimpici estivi | Tokyo          | Staffetta 4x100 metri stile libero classe S14 | Oro       | In rappresentanza della nazionale britannica |
| 2020 | XVI Giochi paralimpici estivi | Tokyo          | 200 metri misto classe SM14                   | Argento   | In rappresentanza della nazionale britannica |
| 2020 | XVI Giochi paralimpici estivi | Tokyo          | 200 metri stile libero classe S14             | Argento   | In rappresentanza della nazionale britannica |

### Mondiali
| Anno | Manifestazione               | Sede       | Evento                            | Risultato | Note                                         |
| ---- | ---------------------------- | ---------- | --------------------------------- | --------- | -------------------------------------------- |
| 2013 | Campionati mondiali di nuoto | Montreal   | 200 metri stile libero classe S14 | Argento   | In rappresentanza della nazionale irlandese  |
| 2013 | Campionati mondiali di nuoto | Montreal   | 100 metri dorso classe S14        | Argento   | In rappresentanza della nazionale irlandese  |
| 2013 | Campionati mondiali di nuoto | Montreal   | 100 metri rana classe S14         | Argento   | In rappresentanza della nazionale irlandese  |
| 2022 | Campionati mondiali di nuoto | Madeira    | 200 metri stile libero classe S14 | Oro       | In rappresentanza della nazionale britannica |
| 2022 | Campionati mondiali di nuoto | Madeira    | 100 metri dorso classe S14        | Oro       | In rappresentanza della nazionale britannica |
| 2022 | Campionati mondiali di nuoto | Madeira    | 200 metri misto classe SM14       | Argento   | In rappresentanza della nazionale britannica |
| 2023 | Campionati mondiali di nuoto | Manchester | 100 metri dorso classe S14        | Oro       | In rappresentanza della nazionale britannica |
| 2023 | Campionati mondiali di nuoto | Manchester | 200 metri misto classe SM14       | Oro       | In rappresentanza della nazionale britannica |
| 2023 | Campionati mondiali di nuoto | Manchester | 200 metri stile libero classe S14 | Argento   | In rappresentanza della nazionale britannica |
| 2023 | Campionati mondiali di nuoto | Manchester | 100 metri farfalla classe S14     | Bronzo    | In rappresentanza della nazionale britannica |

### Giochi del Commonwealth
| Anno | Manifestazione               | Sede       | Evento                            | Risultato | Note |
| ---- | ---------------------------- | ---------- | --------------------------------- | --------- | ---- |
| 2022 | XXII Giochi del Commonwealth | Birmingham | 200 metri stile libero classe S14 | Oro       |      |